# Monument au programme Mercury
Le monument au programme Mercury ou monument à Mercury (en anglais : Mercury 7 Monument) est une sculpture et monument situé sur la base de lancement de Cap Canaveral, en Floride.
Il se trouve plus précisément près de la route menant au complexe de lancement 14 (LC-14), l'aire de lancement d'où sont parties les fusées Atlas.
Il représente l'emblème du programme Mercury (lui-même issu du symbole de Mercure ☿ avec le chiffre 7) et est consacré au programme Mercury et aux Mercury Seven, les sept astronautes retenus pour les missions Mercury : Scott Carpenter, Gordon Cooper, John Glenn, Virgil Grissom, Walter Schirra, Alan Shepard et Donald Slayton.
Construit en titane et inaugurée le 10 novembre 1964, une capsule temporelle est enterrée en dessous et contient des documents techniques du programme Mercury. La capsule temporelle devrait être ouverte en 2464, 500 ans après la fin officielle du programme.

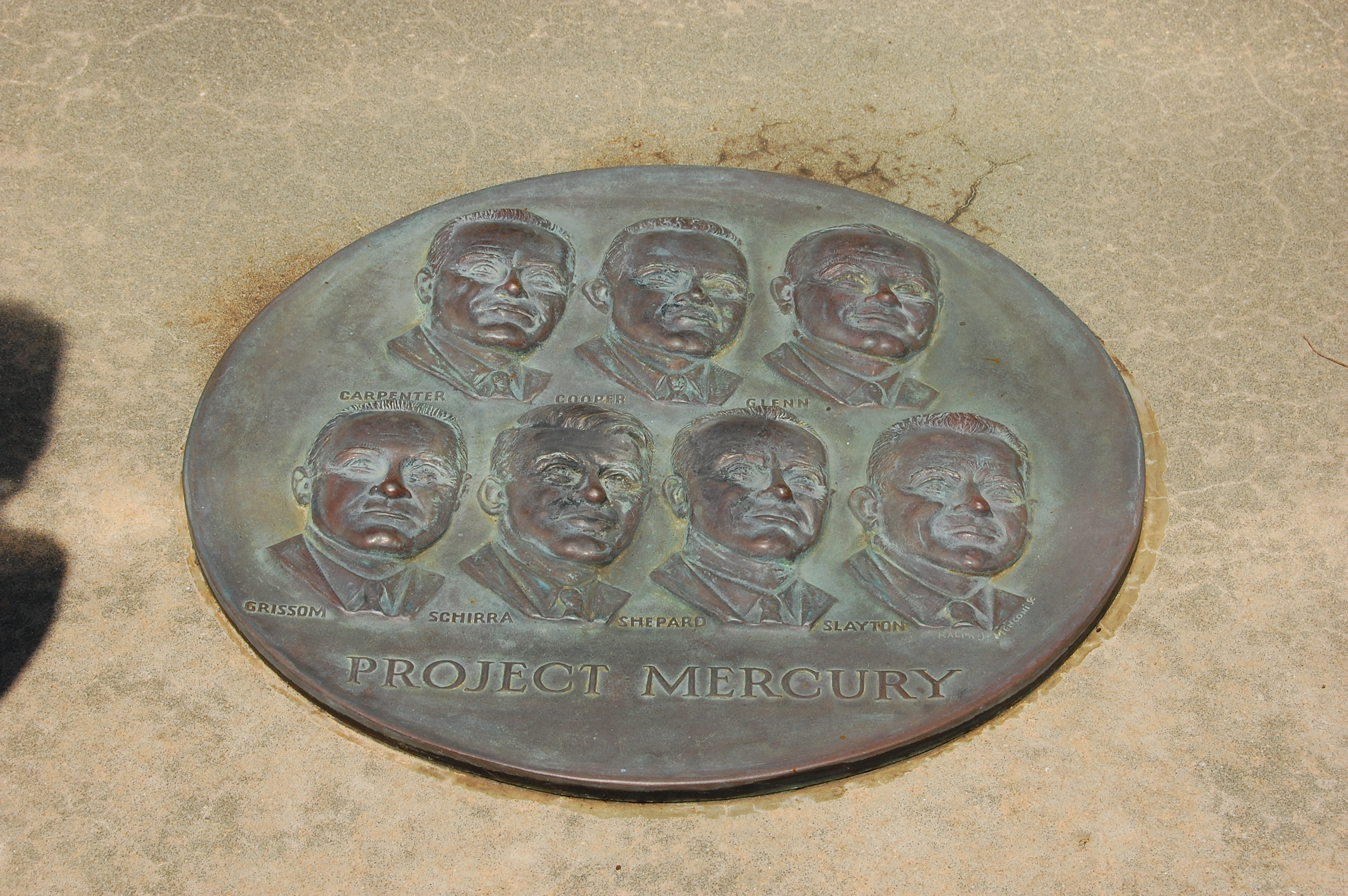
Plaque commémorative du monument avec les visages des sept astronautes des missions Mercury.
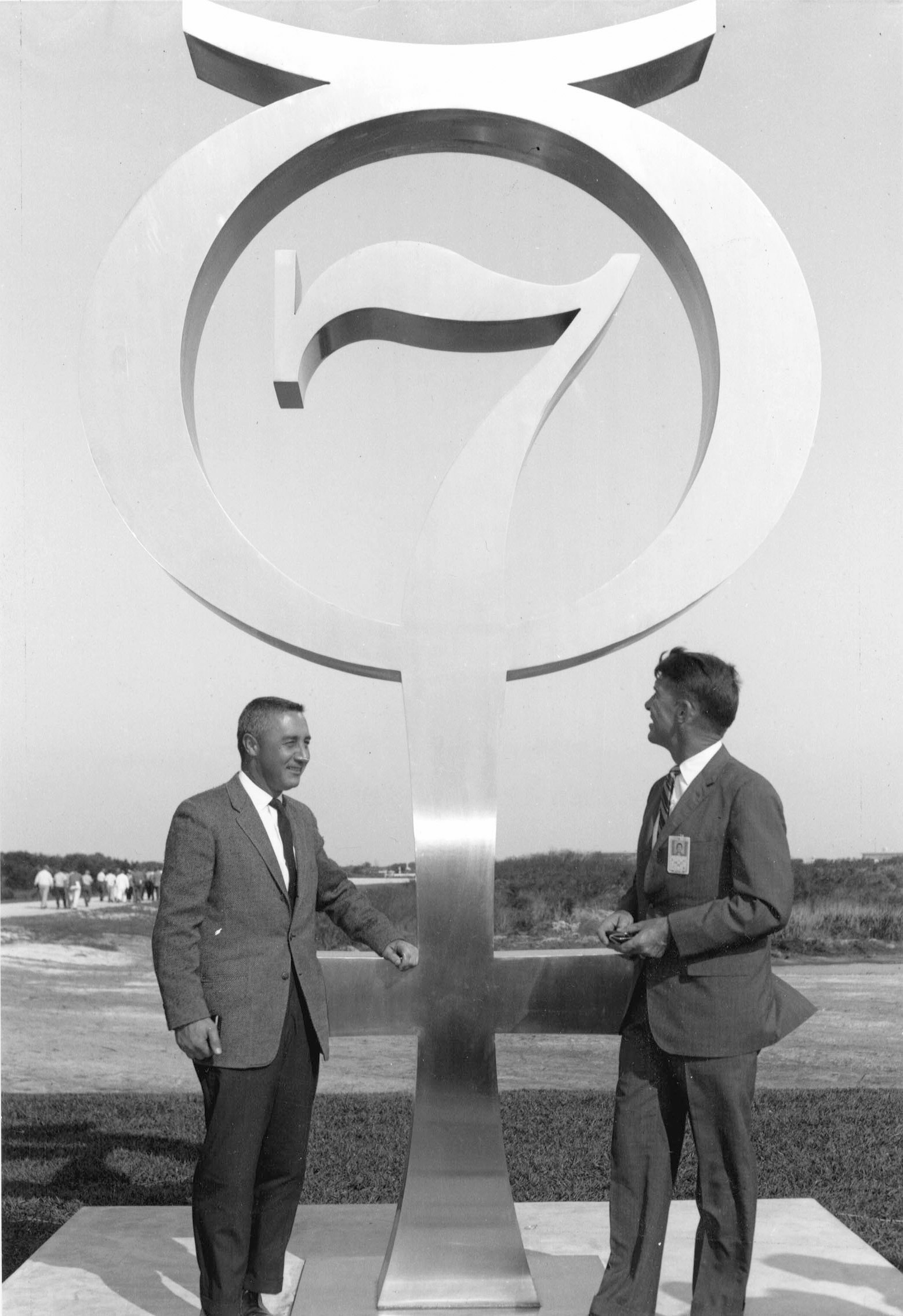
Virgil Grissom et Walter Schirra devant le monument en 1964.
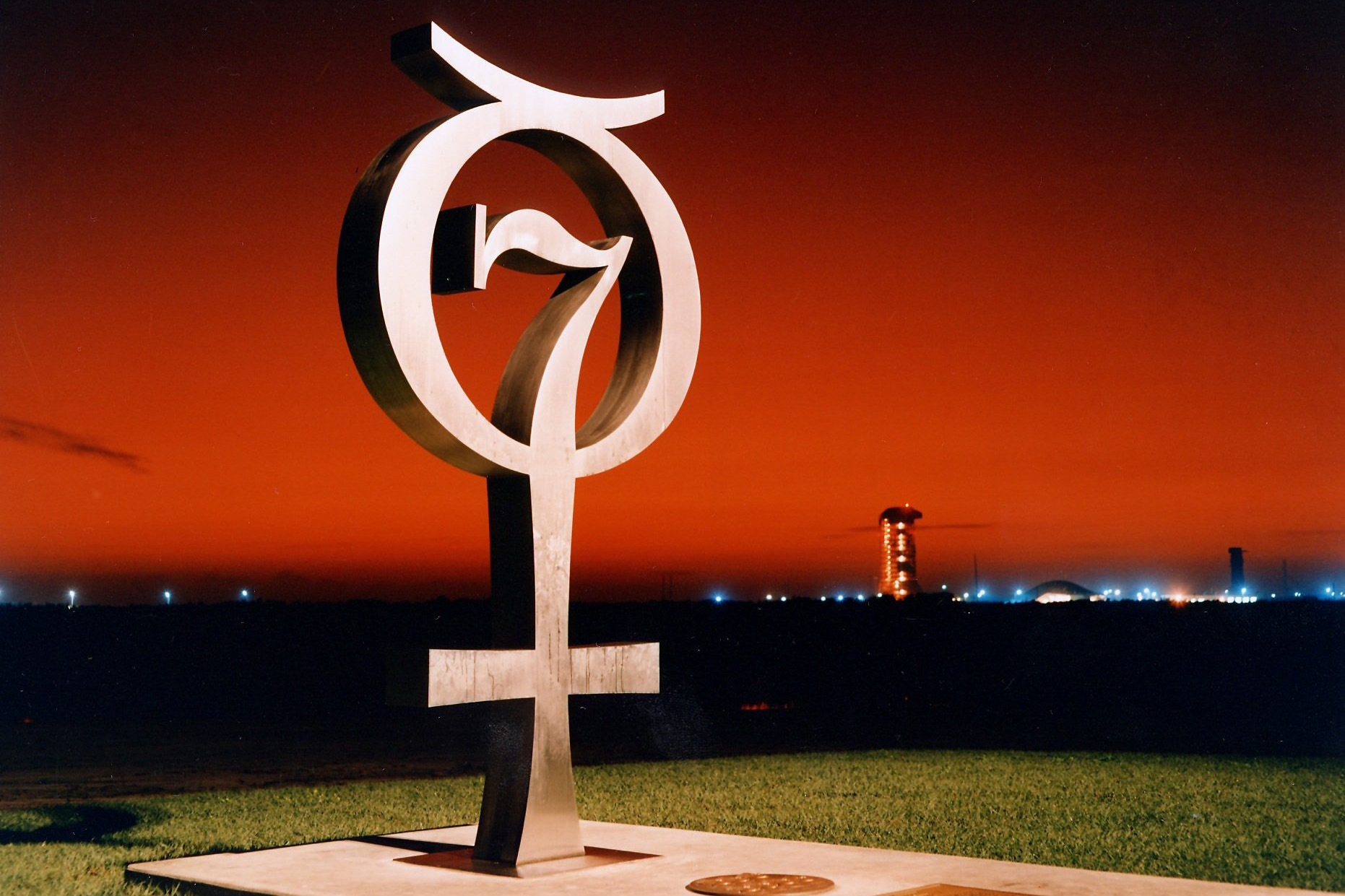
Le monument lors d'un lever de soleil en décembre 1964.